# Francisco Bernal Pérez
Pour les articles homonymes, voir Bernal et Pérez.
 (octobre 2023).
La mise en forme du texte ne suit pas les recommandations de Wikipédia : il faut le « wikifier ».
Les points d'amélioration suivants sont les cas les plus fréquents. Le détail des points à revoir est peut-être précisé sur la page de discussion.
- Les titres sont pré-formatés par le logiciel. Ils ne sont ni en capitales, ni en gras.
- Le texte ne doit pas être écrit en capitales (les noms de famille non plus), ni en gras, ni en italique, ni en « petit »…
- Le gras n'est utilisé que pour surligner le titre de l'article dans l'introduction, une seule fois.
- L'italique est rarement utilisé : mots en langue étrangère, titres d'œuvres, noms de bateaux, etc.
- Les citations ne sont pas en italique mais en corps de texte normal. Elles sont entourées par des guillemets français : « et ».
- Les listes à puces sont à éviter, des paragraphes rédigés étant largement préférés. Les tableaux sont à réserver à la présentation de données structurées (résultats, etc.).
- Les appels de note de bas de page (petits chiffres en exposant, introduits par l'outil «  Source ») sont à placer entre la fin de phrase et le point final[comme ça].
- Les liens internes (vers d'autres articles de Wikipédia) sont à choisir avec parcimonie. Créez des liens vers des articles approfondissant le sujet. Les termes génériques sans rapport avec le sujet sont à éviter, ainsi que les répétitions de liens vers un même terme.
- Les liens externes sont à placer uniquement dans une section « Liens externes », à la fin de l'article. Ces liens sont à choisir avec parcimonie suivant les règles définies. Si un lien sert de source à l'article, son insertion dans le texte est à faire par les notes de bas de page.
- La présentation des références doit suivre les conventions bibliographiques. Il est recommandé d'utiliser les modèles {{Ouvrage}}, {{Chapitre}}, {{Article}}, {{Lien web}} et/ou {{Bibliographie}}. Le mode d'édition visuel peut mettre en forme automatiquement les références.
- Insérer une infobox (cadre d'informations à droite) n'est pas obligatoire pour parachever la mise en page.

Pour une aide détaillée, merci de consulter Aide:Wikification.
Si vous pensez que ces points ont été résolus, vous pouvez retirer ce bandeau et améliorer la mise en forme d'un autre article.
 (juin 2025).
Francisco Javier Bernal Pérez (Camagüey, 4 juin 1959), aussi connu sous le nom de Francisco Bernal ou Bernal, est un peintre et graveur cubain.
Né et élevé dans la ville de Camagüey, Cuba, il a étudié les beaux-arts, spécialité gravure, à l'Institut Supérieur d'Art (La Havane). Il s’installe à Majorque, en Espagne, en 1992, et un an plus tard, dans la capitale espagnole, où il réside actuellement avec sa femme et ses enfants.

## Biographie

### Débuts
L'artiste a grandi dans une famille avec un héritage musical. Malgré l'insistance de sa grand-mère pour qu'il étudie au conservatoire, Bernal ne montre aucun intérêt pour la musique. Sa passion pour les arts plastiques se dévoile en peignant le violon dont ses parents voulaient qu'il jouât.
Étant enfant, Bernal participe à des concours, des expositions et festivals d'arts plastiques pour les jeunes, et gagne son premier prix à la bibliothèque de Camagüey, mais par modestie ne va pas le chercher. Il gagne également un premier prix dans l'Exposition de la cave "La Zambrana", où son enthousiaste administrateur organisait des expositions entre les sacs de riz, de sucre et autres produits.
Dès les premières années de l'adolescence, Bernal vit dans un environnement culturel privilégié à Camagüey, entouré d'amis des Écoles de ballet, musique et théâtre, avec lesquels il crée. Il participe aussi au festival d'arts plastiques à Santiago de Cuba, où il voit pour la première fois une linotype devant laquelle il reste fasciné.

### Carrière
Il étudie les arts plastiques à l'École Provinciale d'Art de Camagüey, à l'École Nationale d'Art de Cuba et dans l'Institut Supérieur d'Art (à La Havane). En tant qu'étudiant des Beaux-Arts, Bernal participe à différents expositions et concours, gagnant prix et mentions. Il a une grande attirance pour la nature et ses changements, et cette fascination se reflète dans ses œuvres, où il reprend des photographies satellite en gravure ou en peinture.

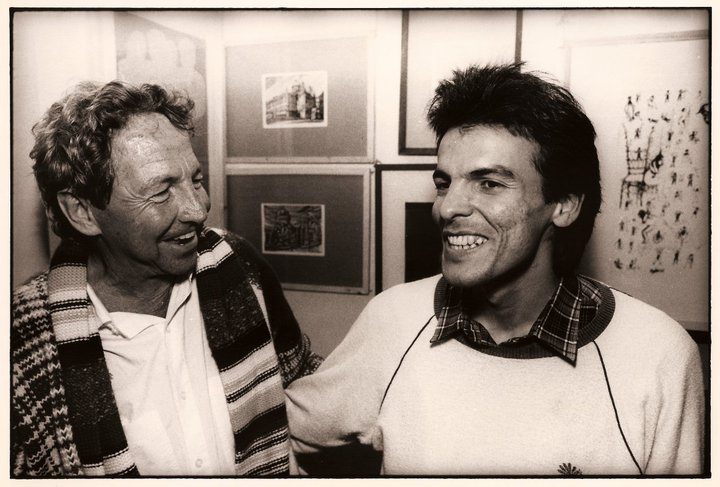
Robert Rauschenberg avec Bernal dans l'Atelier de Sérigraphie René Portocarrero de La Havane.

En 1983, il commence à travailler à l'Atelier de Sérigraphie du Fonds Cubain de Biens Culturels (postérieurement dénommé Atelier René Portocarrero), où il rencontre de nombreux artistes cubains et du monde entier.
Dans cet atelier il produit ses premières sérigraphies ainsi que celles de nombreux artistes. Il y imprime également sa thèse de fin d’études à l’Institut Supérieur d’Art, le livre objet Vers l’Ouragan qui lui a conféré le titre de "membre honoraire". Bernal conserve un lien étroit avec l'Institut de météorologie de Cuba, qui lui donne un accès privilégié à des documents graphiques de type météorologique.
Pendant un an, en 1988, il imprime les œuvres d'artistes espagnols dans l'Atelier Rene Portocarrero II de Barcelone. Deux ans plus tard, il devient conseiller de l'atelier de sérigraphie et réalise l'exposition Erosión à Cienfuegos. L'année suivante, il inaugure une grande exposition appelée Erosión II et inaugurée par l'historien de la ville, Eusebio Leal au fort du Morro fraîchement restauré. En 1992, il est chargé d’un projet pour décorer la salle de musique de chambre "Casamata de Austria" du même fort.
Pendant la même période, il est aussi professeur à l'Institut Supérieur de design de La Havane et jury dans divers concours d'arts plastiques dans différentes provinces cubaines. C'est alors qu'il reçoit une bourse pour réaliser son œuvre dans les ateliers S'hort de Majorque, où il crée un atelier de sérigraphie et passe une année à peindre de nouvelles œuvres inspirée par Majorque. C'est aussi dans cette période qu'un collectionneur new-yorkais achète un lot de ses œuvres qu'il revend aux enchères chez Christie's à New York.
En 1993, Bernal commence à travailler comme directeur de l'atelier Serie Gráfica de Madrid et, en 1994, crée dans la capitale espagnole, avec un minimum de ressources, son propre atelier appelé Bernal Estampa Artística S.L. Cet atelier de sérigraphie reçoit des grands du monde de l'art, comme Mimmo Rotella, Dennis Oppenheim, Hunt Slonem, Herman Braun Vega, Antonio Seguí, et Fabrizio Plessi, entre autres. Ce lieu de création se développe et se renouvelle avec la meilleure technologie du marché : nouvelles machines de sérigraphie automatiques, insoleuse, presse à taille-douce pour chalcographie et imprimantes digitales pour réaliser les éditions artistiques (giclée). Sa galerie d'art Cuba 513, fait principalement principalement la promotion de l'art cubain.
Parallèlement à son travail de chef d'entreprise, Bernal poursuit son œuvre, qui s'enrichit de ses voyages dans divers villages d'Espagne, de France et d'Italie. Il est invité à donner des cours à l'Alcalá la Real, à la Fondation Miró et des conférences dans de nombreuses institutions comme le Musée Fondation Cristóbal Gabarrón, auquel il donne des exemplaires de sa collection "Estampa Cubaine". Il a également participé à différents salons de gravure, événements et expositions, dont une grande exposition réalisée en 2008 à Abu Dhabi.

## Expositions personnelles
L'artiste exprime son art à travers des techniques diverses, particulièrement la sérigraphie. Ses œuvres se distinguent par leurs couleurs vives qui reflètent la culture et l'essence de son Cuba natal.
En 1984, il présente son œuvre Metereografías dans la galerie de l'Institut Météorologique de La Havane. L’année suivante, il reçoit un diplôme Vitae pour son livre objet Vers l’ouragan au Centre provincial des arts plastiques et du design de La Havane.

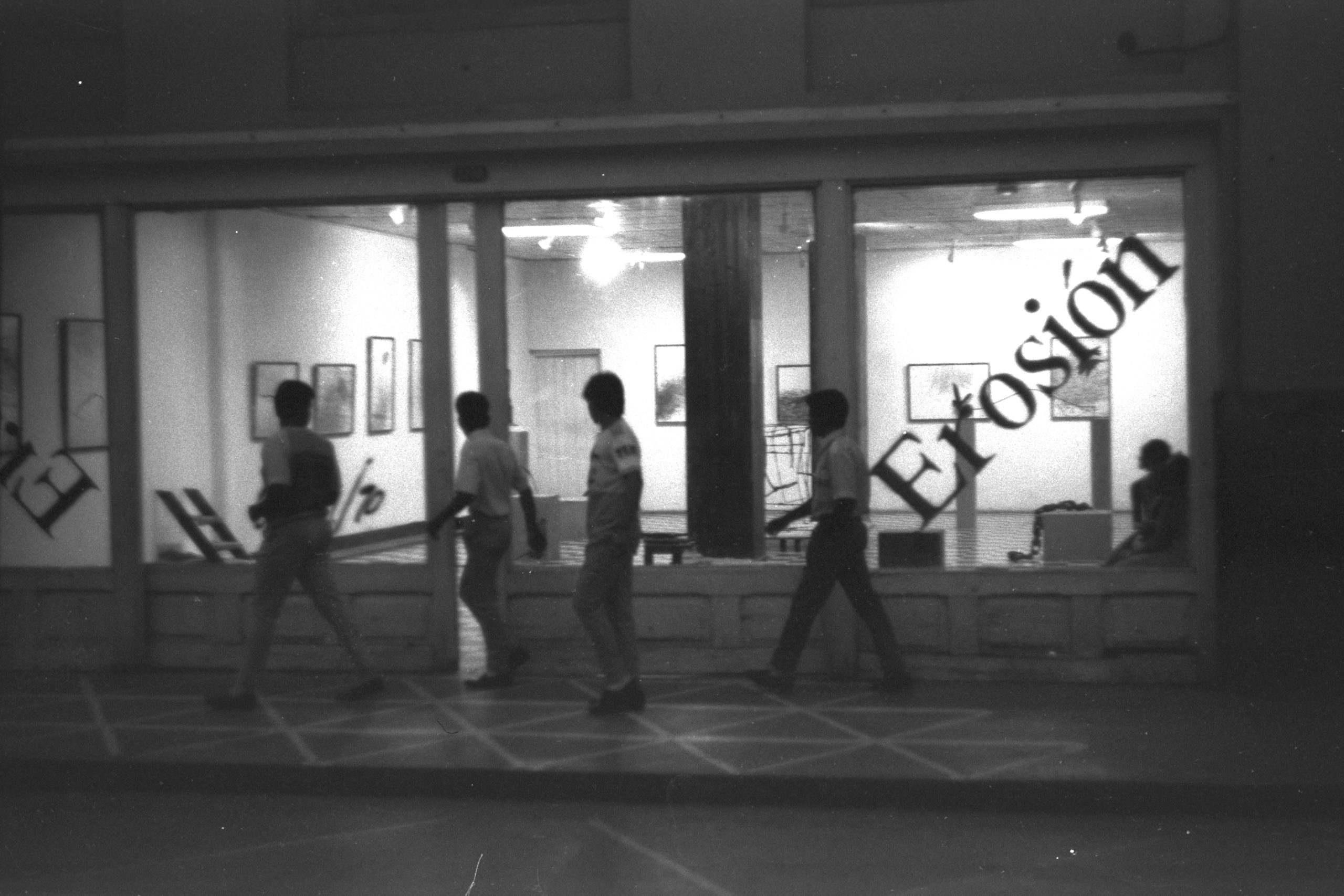
Exposition de l'artiste Francisco Bernal "Erosión" Cienfuegos, Cuba. (1990).

En 1987, son œuvre Hacia el Cometa fait partie de la série "Abstractions Cubaines" dans les expositions présentées au Koweït, en Algérie et en Tunisie. Deux ans après, il présente son œuvre "Temporal" au Centro Cívico Pozo del Tío Raimundo à Madrid, ainsi qu'à l'Académie des Sciences de Cuba à La Havane.
En 1990, Bernal présente son œuvre Erosión dans la galerie d'Art du même nom à Cienfuegos, Cuba. Puis, un an après, Erosión II dans la galerie Rastrillo du fort du Morro à La Havane.
En 1993, son œuvre Erosionado est exposée au Palais Veri de Palma de Majorque, Espagne. En 1995, il la présente dans l'Expo-Galería de Arte à Madrid et dans la galerie Donatello de la même ville est exposée son œuvre Óxido.
En 1996, Bernal présente son œuvre Roya dans la galerie Acacia de La Havane. Et en 2000, son œuvre Oxidente dans la salle Cuba 513 à Madrid. En 2007, Sombra de Luz est exposée dans la maison de la Culture Valdemorillo à Madrid.

## Expositions collectives
L'artiste plasticien Bernal présente ses œuvres dans des galeries et des musées un peu partout dans le monde, se joignant à tout type d'artistes de nationalités et de styles divers, dans divers événements culturels internationaux, salons d'art, biennales et expositions thématiques. Depuis 1984, il a participe à de multiples expositions dans des villes comme Paris, Moscou, Madrid, Grenade, Barcelone, São Paulo, Tokyo, Abou Dabi, New York et Miami, entre autres.
En 1984, il participe à l'Événement de la Culture Latine à Paris, en France. L'année suivante, il présente son œuvre dans l'Exposition cubaine pour l'anniversaire de la Victoire sur le fascisme à Moscou, URSS, et dans la première biennale iberoamericaine de l'estampe à Madrid, l'Espagne.
En 1986, Bernal présente son "Arte con Sonrisa" dans une tournée en l'Italie, dans des villes comme Venise, Reggio Emilia, Milan, Turin, Gênes et Rome. Il participe aussi à la Pinto Bienal Jaime Guasch à Barcelone, Espagne, et à la Foire d'Art Interart 87 à Poznań, la Pologne. Enfin, ses sérigraphies cubaines ont été exposées au Club de gravure de Montevideo, Uruguay, et dans la Galerie d'Art Vida Azul de São Paulo, le Brésil.
En 1988, Bernal présente ses toiles Papel y Cuba au Mexique, et son "Pintura cubana actual" dans une tournée en Espagne. Cette même année, son œuvre est exposée à Arte Cubano à Tokyo, au Japon, et à la Foire d’art "Interart" 88 à Poznań, en Pologne.
En 1989, Bernal participe à La Havane à Madrid au Centro Cultural De la Villa à Madrid, Espagne, et au Pantalla SA Soto Concurso Graphispag 89 à Barcelone, Espagne. Il présente aussi son œuvre à la Saison Révélation de la Galería de Cifras à Madrid, Espagne, et dans la Galerie Xeito à Madrid également.
Dans les années 1990, Bernal continue à exposer son travail partout dans le monde. En 1990, il présente Peinture cubaine dans la Galerie Duris de Samos à Madrid, l'Espagne, et Pintura Contemporánea Cuba à la Martinique. En 1991, son œuvre est exposée dans Fait à Cuba à la Galerie Tate-Tate à Madrid, Espagne, et dans Ateliers d'Espagne à la Galerie Quórum à Madrid, l'Espagne. Enfin, en 1992, il présente son œuvre en Color de Cuba au Pavillon des Arts à l'Exposition '92 à Séville, Espagne, et dans la Galerie San Román de Escalante en Cantabrie, Espagne.
En 1993, Bernal présente son œuvre dans la Galerie d'Art Van et dans la Galerie Heller, toutes deux à Madrid, Espagne. En 1994, il participe à Peinture Cubaine au Centre culturel Margarita Nelken à Madrid, Espagne, et à Vie, Lumière, Couleur à la Maison du Brésil à Madrid, Espagne. En plus, son œuvre est exposée au Salon de gravures dans le parc du Retiro à Madrid, Espagne.
En 1995, Bernal participe à Artesur, Foire internationale d'Art Contemporain, à Grenade, Espagne, et à Art sans frontières à l'Association culturelle Nouvelle Acropole à Madrid, Espagne.
En 1997, il participe à la Foire Arcale Salamanque et, l'année suivante, au Stand de Euroart 98 à Barcelone. Trois ans plus tard, son œuvre est présentée dans la Salle 513 Cuba à Madrid, dans une exposition intitulée Tamiz y Tela.
En 2008, Bernal présente son œuvre à la Fondation Culturelle Al Nakheel Hall à Abou Dabi, Émirats Arabes Unis.
En 2015, il participe à l'exposition de Noël de Crisolart Galleries à New York.
En 2016, l'artiste participe à l'atelier de création Métissage, organisé par l'artiste plastique Rufino de Mingo, dans la Galerie Ra del Rey à Madrid, Espagne. Il présente aussi son œuvre dans l'exposition Histoire de l'Art à Monreale, Palerme (Sicile).
En 2018, Bernal il participe à la Foire Artistes sans frontières pour l'aide aux réfugiés au Centre Culturel De la Villa à Madrid, Espagne. Son œuvre fait partie de l'exposition Fuera de Cuba Arte Contemporáneo dans la Galerie Les Jardins du château du Vullierens en Suisse.
En 2020, il présente son œuvre dans l'exposition Relativismo de Pecados y Virtudes au Kendall Art Center à Miami, Floride.

## Distinctions
- Concours 13 Mars de l'Université de La Havane

1. 1983 : prix de gravure
2. 1981 : mention de gravure
3. 1982 : mention de gravure
4. 1984 : mention de gravure
5. 1987 : mention de gravure

- 1986 : mention de Dessin au Salon de la Ville de La Havane.
- 1987 :

1. Mention de gravure dans la Rencontre de gravure, Musée National des Beaux-Arts, La Havane.
2. Prix collectif à la Biennale de Peinture Jaime Guasch, Barcelone, Espagne.